# Edifício Copan

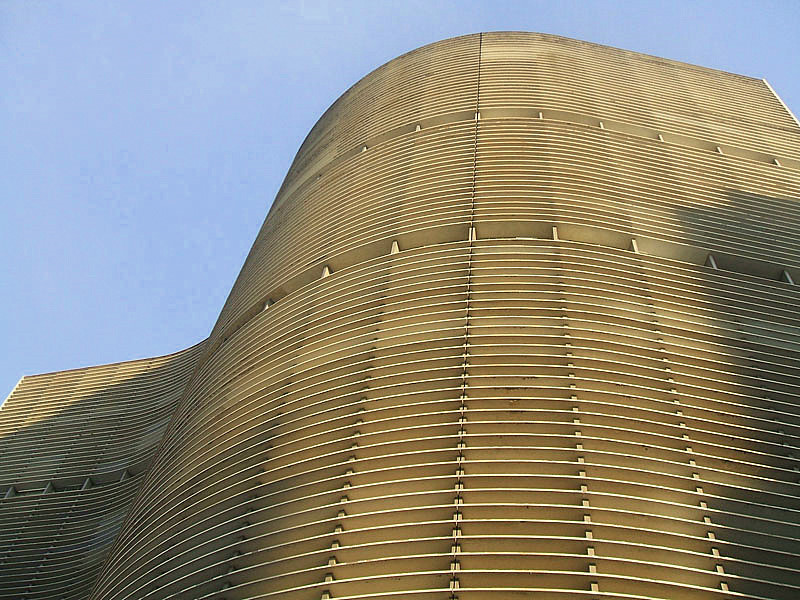
Edifício Copan

Edifício Copan är en 140 meter hög skyskrapa i São Paulo, Brasilien. Edifício Copan byggdes 1951-1966 och är med 38 våningar. Byggnaden ritades av arkitekten Oscar Niemeyer. 